# Jelonki (województwo warmińsko-mazurskie)
Jelonki (niem. Hirschfeld) – wieś w Polsce położona w województwie warmińsko-mazurskim, w powiecie elbląskim, w gminie Rychliki przy drodze wojewódzkiej nr 527.
Do 1954 roku siedziba gminy Jelonki. W latach 1954–1972 wieś należała i była siedzibą władz gromady Jelonki. W latach 1975–1998 miejscowość administracyjnie należała do województwa elbląskiego.

## Zabytki
Do wojewódzkiego rejestru zabytków wpisane są:
- gotycki kościół parafialny pw. Najświętszego Serca Jezusa z drugiej ćw. XIV w.[6];
- cmentarz przykościelny;
- dom podcieniowy nr 27/27A;
- dom podcieniowy nr 56 z XIX w.;
- dom podcieniowy nr 85 z przełomu XVIII i XIX w.

Na uwagę zasługują również drewniane zabudowania szkoły pochodzące z 1913 roku.

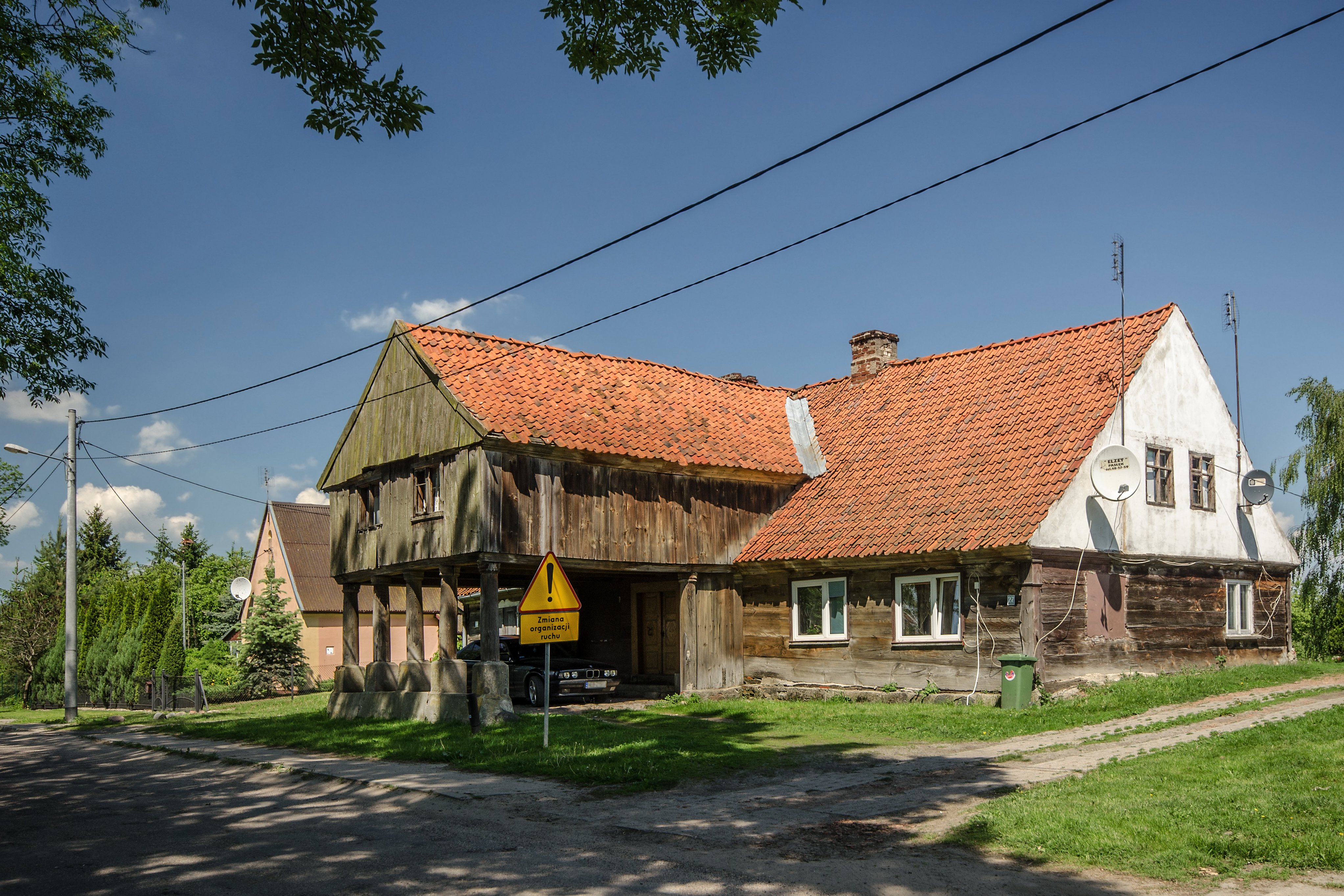
Dom podcieniowy nr 27/27A
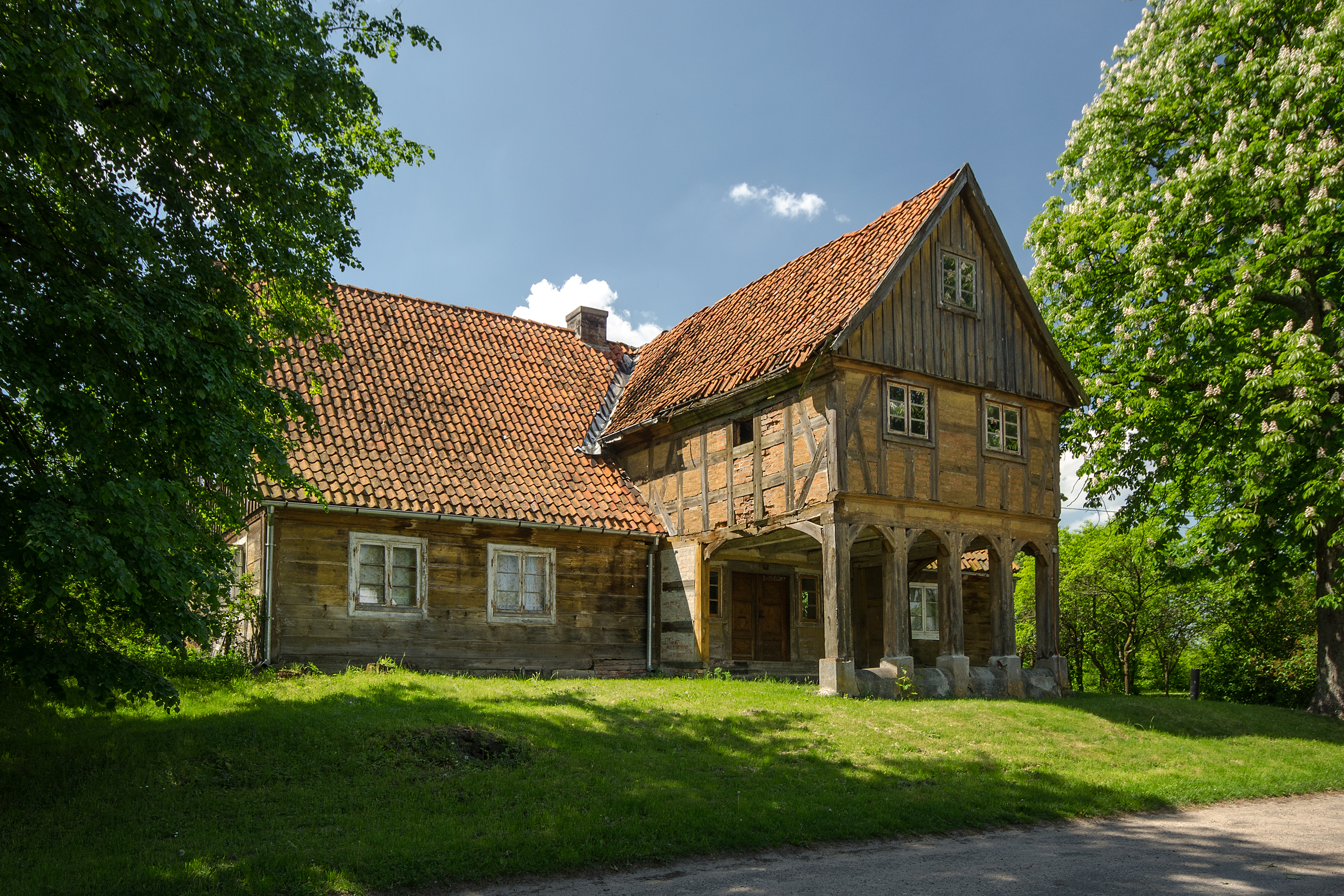
Dom podcieniowy nr 56
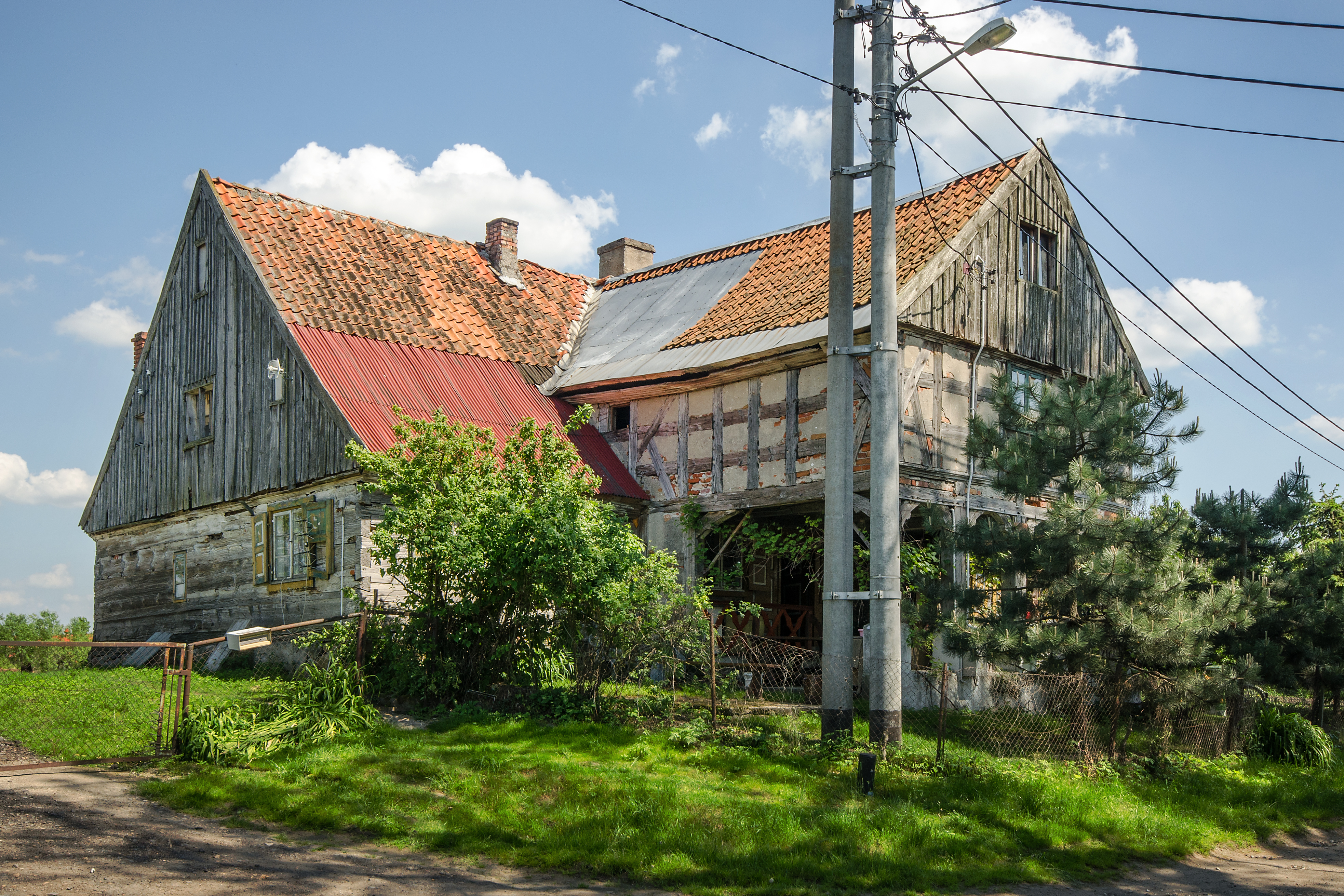
Dom podcieniowy nr 85
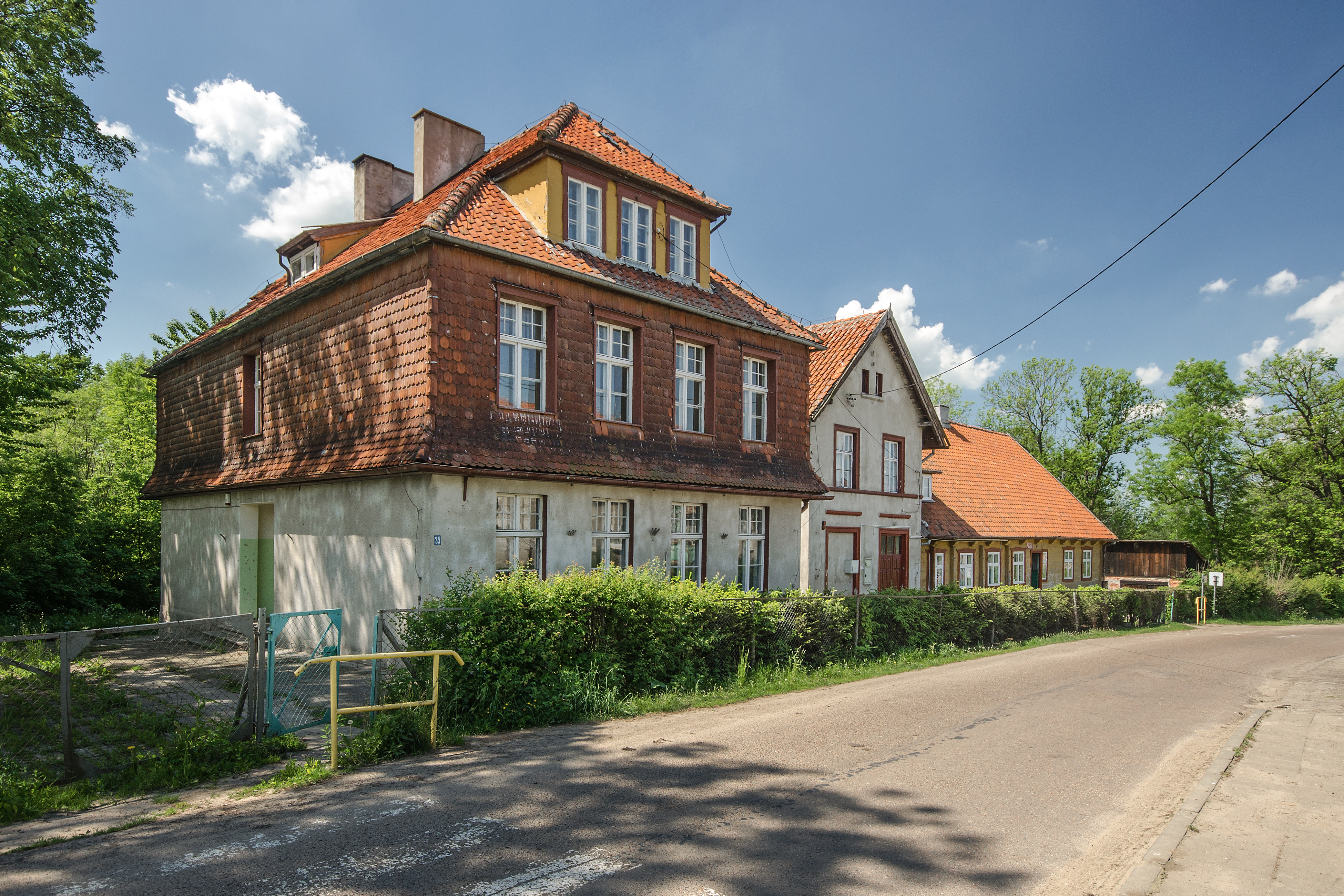
Dawna szkoła podstawowa w Jelonkach
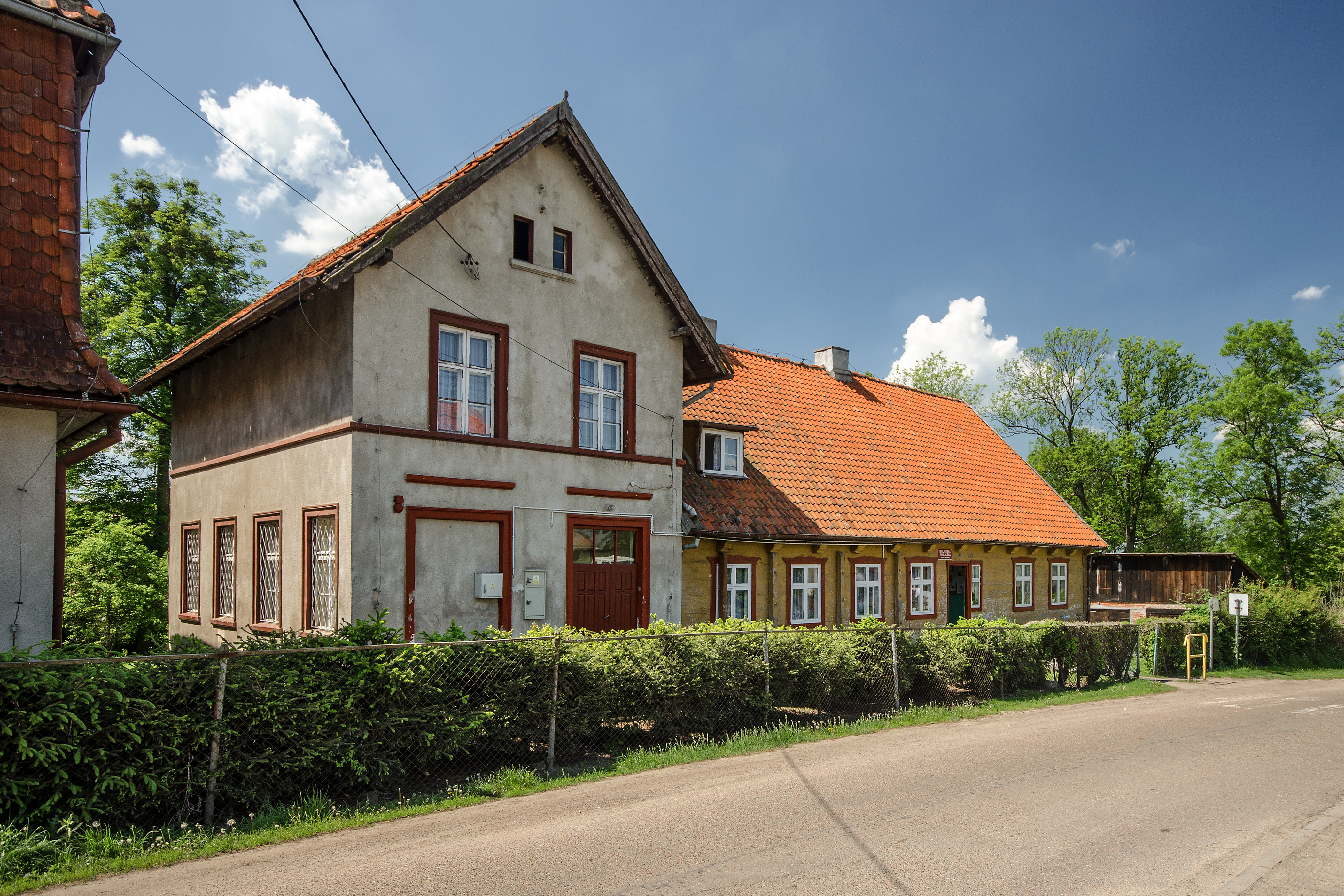
Jeden z budynków dawnej szkoły